# Tomorrow's Harvest
Tomorrow's Harvest è il quarto album in studio del gruppo scozzese di musica elettronica Boards of Canada. È stato pubblicato il 5 giugno 2013 dall'etichetta indipendente britannica Warp Records.

## Il disco
L'album è stato prodotto e registrato, come i precedenti lavori dei BoC, presso i loro studi chiamati Hexagon Sun, a Pentland Hills in Scozia. I lavori riguardo all'album sono iniziati nel 2005, ma sono stati portati avanti ad intermittenza e conclusi nel 2012.
L'annuncio dell'album è stato effettuato in un modo particolare: il 20 aprile 2013 compare un misterioso vinile, distribuito in sole sei copie, negli USA e nel Regno Unito, intitolato ------/------/------/XXXXXX/------/------ e contenente solamente un piccolo jingle che precede una sequenza di 6 numeri, citando le modalità con le quali vengono divulgati i messaggi dalle numbers stations. Le successive sequenze di numeri sono state divulgate su internet, radio e TV in maniera altrettanto misteriosa. Il codice completo, una volta inserito nel sito cosecha-transmisiones.com Archiviato il 23 dicembre 2013 in Internet Archive., appositamente creato, riproduce un filmato che annuncia la pubblicazione dell'album Tomorrow's Harvest.
Nel maggio 2013 il brano Reach for the Dead è stato presentato nello show di Zane Lowe alla BBC Radio 1 e pubblicato come singolo poco dopo.
Il disco è stato pubblicato il 5 giugno 2013 in Giappone (attraverso la Beat Records), il 7 dello stesso mese in Australia (Inertia), il 10 giugno in Europa (Warp) e il giorno dopo (11 giugno 2013) nel Nord America (Warp).
Per quanto riguarda lo stile, l'album rappresenta un ritorno alle sonorità degli album precedenti a The Campfire Headphase, in particolare a Geogaddi e Music Has the Right to Children. Queste sonorità riguardano in particolare il downtempo e l'ambient music.
Il titolo del disco è probabilmente ispirato al film del 1977 Deadly Harvest, che riguarda i cambiamenti climatici nel Nord America. Quest'ipotesi è avallata dai titoli di alcuni brani (Cold Earth, Sick Times e New Seeds).
La copertina del disco rappresenta una visione skyline della città di San Francisco (California) ed è stata tratta dalla stazione navale di Alameda. Tuttavia,  due tra i più alti grattacieli di San Francisco (il 345 California Center ed il 555 California Street) sono stati invertiti.
Per quanto riguarda le vendite, il disco ha raggiunto la posizione numero 7 della Official Albums Chart, la prima posizione nella UK Indie Chart, la posizione 13 nella Billboard 200.

## Tracce
1. Gemini – 2:56
2. Reach for the Dead – 4:47
3. White Cyclosa – 3:13
4. Jacquard Causeway – 6:35
5. Telepath – 1:32
6. Cold Earth – 3:42
7. Transmisiones Ferox – 2:18
8. Sick Times – 4:16
9. Collapse – 2:49
10. Palace Posy – 4:05
11. Split Your Infinities – 4:28
12. Uritual – 1:59
13. Nothing is Real – 3:52
14. Sundown – 2:16
15. New Seeds – 5:39
16. Come to Dust – 4:07
17. Semena Mertvykh – 3:30

Durata totale: 62:04

## Formazione
Boards of Canada
- Marcus Eoin - produzione, performance, artwork, design
- Mike Sandison - produzione, performance, artwork, design